# Turdus poliocephalus
Il tordo isolano (Turdus poliocephalus Latham, 1801) è un uccello passeriforme della famiglia dei Turdidi che, con 50 sottospecie (quattro delle quali estinte), occupa un vasto areale che da Sumatra e dalle Filippine arriva fino alle Figi.

## Descrizione

### Dimensioni
Misura circa 25 cm di lunghezza, per un peso di 48-86 g.

### Aspetto
Nella forma nominale poliocephalus i sessi sono differenti. Il maschio ha la testa e la faccia interamente di colore grigio chiaro o camoscio-marrone chiaro. La parte bassa della nuca, i lati del collo, la gola e la parte superiore del petto formano un insieme che va dal camoscio-giallastro chiaro al camoscio-marrone. Il centro e i lati del petto sono più chiari della gola. In certi esemplari la testa e la faccia appaiono interamente color camoscio o camoscio-marrone, in altri questo colore è limitato alla sommità del capo, dove forma una specie di calotta. Il resto delle parti superiori, comprese le ali e la coda, è nero. Le remiganti e le timoniere sono leggermente più marroni. Le parti inferiori e la parte inferiore della coda sono di colore fuligginoso o marrone scuro con strisce bianche al centro delle copritrici del sottocoda. Il becco è giallo, giallo scuro o arancio, l'iride marrone scuro. Le zampe e i piedi sono dello stesso colore del becco.
La femmina assomiglia al maschio, ma in essa la sommità della testa, dalla fronte alla nuca, è più scura e forma una sorta di cappuccio. Il petto presenta una colorazione grigio-marrone più scuro o grigio-camoscio. Il ventre e i fianchi sono fortemente tinti di castano. Il becco è giallo, le zampe e i piedi brunastri o giallo-nerastri. I giovani appaiono più marroni: presentano delle striature chiare sul cappuccio, la mantellina e le scapolari. La gola e la parte alta del ventre sono ricoperte di macchioline. La testa e la faccia diventano progressivamente più chiare a partire dalla prima estate.

### Variazioni geografiche
Occupando un areale molto esteso, le dimensioni variano considerevolmente a seconda delle regioni. La sottospecie bheeleri, la più piccola, diffusa in Nuova Irlanda, pesa tra 48 e 52 g. La sottospecie malindangensis, la più grande, che vive nell'isola di Mindanao, nelle Filippine, pesa tra 75 e 86 g. Anche la colorazione del piumaggio è altrettanto variabile. Tuttavia, è possibile classificare le 50 diverse sottospecie in quattro grandi gruppi:
- sottospecie con la testa chiara e il corpo nero: niveiceps, deningeri, canescens, albifrons, pritzbueri, ruficeps, poliocephalus, tempesti;
- sottospecie completamente marrone o nero giaietto: loeseri, javanicus, stresemanni, thomassoni, nigrorum, versteegi, papuensis, tolokiwae, beehleri, heinrothi, bougainvillei, kulambangrae, sladeni, rennellianus, vanikorensis, placens, whitneyi, malekulae, becki, efatensis, mareensis, xanthopus, vinitinctus, layardi, hades, samoensis;
- sottospecie interamente scure, con la testa e la faccia marrone e il ventre e i fianchi castano-rossicci: indrapurae, fumidus, whiteheadi, seebohmi, mayonensis, mindorensis, katanglad, sukahujan, hygroscopus, celebensis, schlegelii, sterlingi;
- sottospecie con le parti superiori scure e quelle inferiori più chiare: erythropleurus, malindangensis, kelleri, vitiensis.

### Voce
I tordi isolani producono un'ampia varietà delle note gutturali e delle risate soffocate tipiche dei tordi. Il loro richiamo di contatto è un breve tchook, spesso raddoppiato in un chook-chook, e si trasforma in un rapido, limpido e acuto chiacchiericcio del tipo tchook-tchook-touweet-oweet-touweetoweet quando sono eccitati o allarmati. Emettono anche un chep ripetuto e uno sssss basso e sibilante. Il canto è una melodia triste e flautata, composta da frasi simili a quelle del merlo europeo per quanto riguarda il timbro e a quelle del tordo bottaccio per quanto riguarda la struttura. Viene emesso la mattina presto, ma a volte anche durante il giorno e al tramonto. I tordi isolani cantano da alti posatoi situati in cima a un cespuglio o a un albero, ma alcuni individui emettono i loro vocalizzi anche dall'interno del fogliame.

## Biologia
Nella foresta i tordi isolani sono piuttosto timidi e difficili da avvicinare e osservare. Di solito vivono da soli o in coppia. Si trattengono nel livello inferiore della vegetazione o sul terreno. Là vanno in cerca di cibo nella maniera caratteristica degli uccelli terricoli che corrono e saltellano nella lettiera di foglie, ma sono pronti a scappare al minimo pericolo con un volo di fuga rapido, emettendo un richiamo di allarme penetrante. Questi abitanti delle foreste raccolgono frutti di stagione dal fogliame degli alberi. Gli uccelli che frequentano le boscaglie montuose trascorrono la giornata su piccoli alberi e nella bassa vegetazione. Sono generalmente più avvicinabili, soprattutto nei luoghi in cui sono abituati alla presenza umana. Hanno l'abitudine di vivere da soli o in coppia, ma ciò non impedisce loro di radunarsi in stormi quando vanno in cerca di cibo sugli alberi da frutto. Il loro volo è veloce e diretto, anche all'interno delle fitte foreste. Quando atterrano, la loro coda è animata da movimenti nervosi e le ali eseguono dei piccoli movimenti dall'alto verso il basso.

### Alimentazione
I tordi isolani si nutrono di invertebrati e delle loro larve: scolopendre, millepiedi, piccoli grilli, coleotteri, ragni, lombrichi, piccoli molluschi come le chiocciole e piccoli scorpioni. Mangiano anche piccole lucertole. Il loro menu viene integrato con bacche (spesso lamponi selvatici), semi e frutta (soprattutto guaiave).

### Riproduzione
La stagione di nidificazione va da aprile a maggio e da settembre a dicembre (sottospecie nominale e malindangensis), da febbraio a settembre (sottospecie fumidus), da agosto a novembre (sottospecie mareensis), da settembre a gennaio (sottospecie efatensis e xanthopus), da ottobre a marzo (sottospecie erythropleurus), da luglio a settembre (sottospecie rennellianus), da novembre a dicembre (sottospecie vinitinctus), da gennaio a marzo (sottospecie seebohmi) e probabilmente più tardi presso altre razze.
Il nido è tozzo, a forma di coppa, costruito con piccole radici, corteccia, fili d'erba, steli di piante rampicanti, foglie di palma e fibre vegetali. È ricoperto con muschi o licheni e rivestito all'interno con fili d'erba sottili. Di solito viene posizionato piuttosto in basso nel sottobosco della foresta o fino a 5 metri da terra in un arbusto, su una biforcazione o su un ramo vicino al tronco. Talvolta è possibile trovare nidi anche in un groviglio di vegetazione, nella cavità di un albero o in cima a una palma Pandanus o una felce arborea.
La covata è costituita da una o due uova (raramente tre o quattro), di colore verde chiaro, blu-verdastro, bluastro o verde oliva. Presso alcune sottospecie, le uova sono macchiate di lilla o finemente punteggiate di fulvo o rosso-brunastro nella parte più ampia. L'incubazione dura 18 giorni. La femmina si dedica da sola alla cova per quanto riguarda la sottospecie erythropleurus. I piccoli raggiungono l'autonomia tra i 17 e i 19 giorni.

## Distribuzione e habitat
La maggior parte delle sottospecie vive ad altitudini elevate (2.750 m in Nuova Guinea, 1.175 m a Karkar, 1.500 m in Nuova Irlanda, 1.200 m a Bougainville e Guadalcanal, 750 m a Tolokiwa). Frequentano foreste nebulose, boschetti di muschi e foreste di pini. Al di sopra della linea degli alberi si trovano in boscaglie più o meno fitte, nelle brughiere e tra le felci arboree, nelle praterie alpine e nei campi da cui affiorano blocchi di pietra. Sono presenti anche nel sottobosco delle gole, sui pendii ripidi e ai margini delle foreste di alberi scheletrici. Tuttavia, alcune sottospecie, soprattutto quelle che vivono in Polinesia, in Micronesia e in alcune isole delle Vanuatu, vivono nelle foreste pluviali e umide vicino al livello del mare. Nelle zone in cui sono comuni, visitano le zone boschive in fase di rigenerazione e i giardini coperti.
I tordi isolani vivono in un gran numero di isole nel Pacifico sud-occidentale, dalla Malaysia e dalla parte settentrionale di Sumatra in direzione est fino alle Figi, in direzione nord fino a Taiwan e in direzione sud fino all'isola di Lord Howe. Ne vengono riconosciute ben 50 sottospecie, quattro delle quali estintesi recentemente, di cui una a Taiwan, sette nelle Filippine, una in Malaysia, dodici in Indonesia, dieci in Nuova Guinea, otto nelle Vanuatu, due in Nuova Caledonia, cinque nelle Figi e una alle Samoa.

## Tassonomia
Come già detto, gli studiosi riconoscono 50 sottospecie:
- T. p. erythropleurus Sharpe, 1887, dell'isola di Natale (a sud di Giava);
- T. p. loeseri Meyer de Schauensee, 1939, della parte settentrionale di Sumatra;
- T. p. indrapurae Robinson e Kloss, 1916, della parte centro-meridionale di Sumatra;
- T. p. fumidus S. Müller, 1844, della parte occidentale di Giava;
- T. p. javanicus Horsfield, 1821, della parte centrale di Giava;
- T. p. stresemanni M. Bartels, 1938, della parte centro-orientale di Giava;
- T. p. whiteheadi (Seebohm, 1893), della parte orientale di Giava;
- T. p. seebohmi (Sharpe, 1888), della parte settentrionale del Borneo;
- T. p. niveiceps (Hellmayr, 1919), di Taiwan;
- T. p. thomassoni (Seebohm, 1894), della parte settentrionale di Luzon (Filippine settentrionali);
- T. p. mayonensis (Mearns, 1907), della parte meridionale di Luzon (Filippine settentrionali);
- T. p. mindorensis Ogilvie-Grant, 1896, di Mindoro (Filippine nord-occidentali);
- T. p. nigrorum Ogilvie-Grant, 1896, di Negros (Filippine sud-occidentali);
- T. p. malindangensis (Mearns, 1907), della parte nord-occidentale di Mindanao (Filippine meridionali);
- T. p. katanglad Salomonsen, 1953, della parte meridionale di Mindanao (Filippine meridionali);
- T. p. kelleri (Mearns, 1905), della parte sud-orientale di Mindanao (Filippine meridionali);
- T. p. sukahujan Rheindt, Prawiradilaga, Ashari e Suparno, 2020, di Taliabu (isole Sulu);
- T. p. hygroscopus Stresemann, 1931, della parte meridionale di Sulawesi;
- T. p. celebensis (Büttikofer, 1893), della parte sud-occidentale di Sulawesi;
- T. p. schlegelii P. L. Sclater, 1861, della parte occidentale di Timor (Piccole Isole della Sonda meridionali);
- T. p. sterlingi Mayr, 1944, della parte orientale di Timor (Piccole Isole della Sonda meridionali);
- T. p. deningeri Stresemann, 1912, di Seram (ad ovest della Nuova Guinea);
- T. p. versteegi Junge, 1939, della parte occidentale della Nuova Guinea;
- T. p. papuensis (De Vis, 1890), della parte orientale della Nuova Guinea;
- T. p. tolokiwae Diamond, 1989, di Tolokiwa (arcipelago di Bismarck);
- T. p. beehleri Ripley, 1977, della Nuova Irlanda (arcipelago di Bismarck);
- T. p. heinrothi Rothschild e E. Hartert, 1924, di Saint Matthias (arcipelago di Bismarck);
- T. p. canescens (De Vis, 1894), di Goodenough (Isole di D'Entrecasteaux);
- T. p. bougainvillei Mayr, 1941, di Bougainville (isole Salomone settentrionali);
- T. p. kulambangrae Mayr, 1941, di Kolombangara (isole Salomone centrali);
- T. p. sladeni Cain e I. C. J. Galbraith, 1955, di Guadalcanal (isole Salomone meridionali);
- T. p. rennellianus Mayr, 1931, di Rennell (isole Salomone meridionali);
- T. p. vanikorensis Quoy e Gaimard, 1832, delle isole settentrionali delle Vanuatu;
- T. p. placens Mayr, 1941, di Uréparapara e Vanua Lava (isole Banks, Vanuatu settentrionali);
- T. p. whitneyi Mayr, 1941, di Gaua (isole Banks, Vanuatu settentrionali);
- T. p. malekulae Mayr, 1941, dell'isola di Pentecoste, di Malekula e di Ambrym (Vanuatu centrali);
- T. p. becki Mayr, 1941, di Paama, Lopevi, Epi ed Emae (Vanuatu centrali);
- T. p. efatensis Mayr, 1941, di Éfaté e Nguna (Vanuatu centro-meridionali);
- T. p. albifrons (E. P. Ramsay, 1879), di Erromango (Vanuatu meridionali);
- † T. p. pritzbueri E. L. Layard, 1878, di Tanna (Vanuatu meridionali) e Lifou (isole della Lealtà);
- † T. p. mareensis E. L. Layard e Tristram, 1879, di Maré (isole della Lealtà);
- T. p. xanthopus J. R. Forster, 1844, della Nuova Caledonia;
- † T. p. poliocephalus Latham, 1801, di Norfolk;
- † T. p. vinitinctus (Gould, 1855), di Lord Howe;
- T. p. layardi (Seebohm, 1891), delle Figi occidentali;
- T. p. ruficeps (E. P. Ramsay, 1875), di Kadavu (Figi meridionali);
- T. p. vitiensis (E. L. Layard, 1876), di Vanua Levu (Figi settentrionali);
- T. p. hades Mayr, 1941, di Gau (Figi centrali);
- T. p. tempesti E. L. Layard, 1876, di Taveuni (Figi nord-orientali);
- T. p. samoensis Tristram, 1879, delle Samoa occidentali.

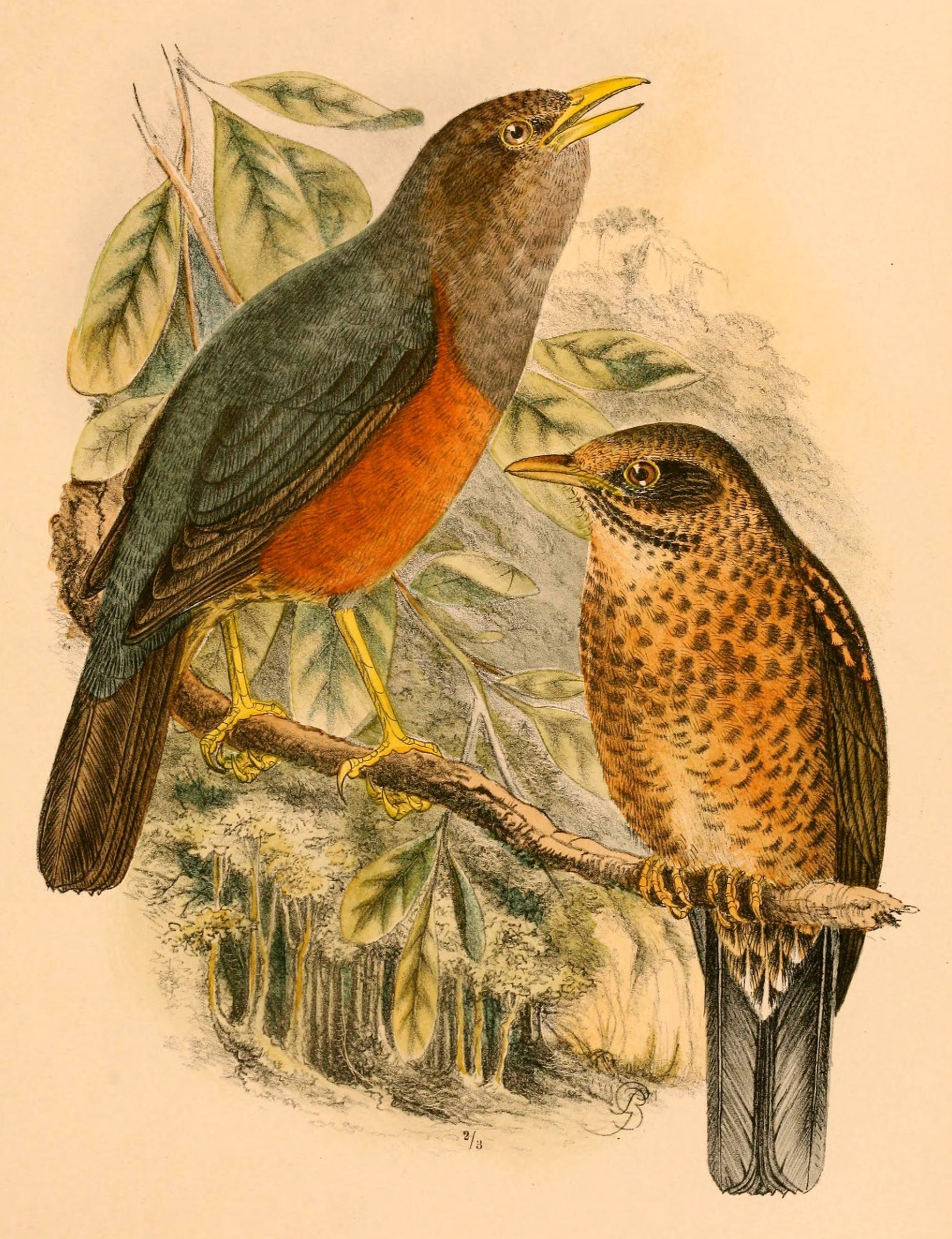
T. p. celebensis
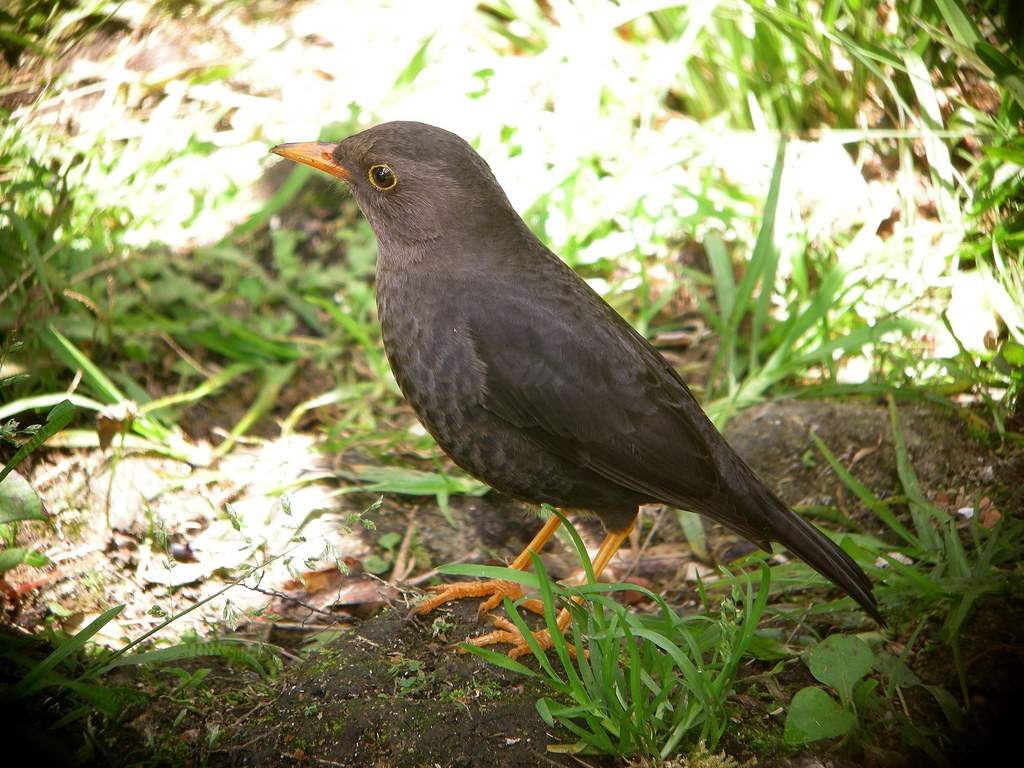
T. p. papuensis
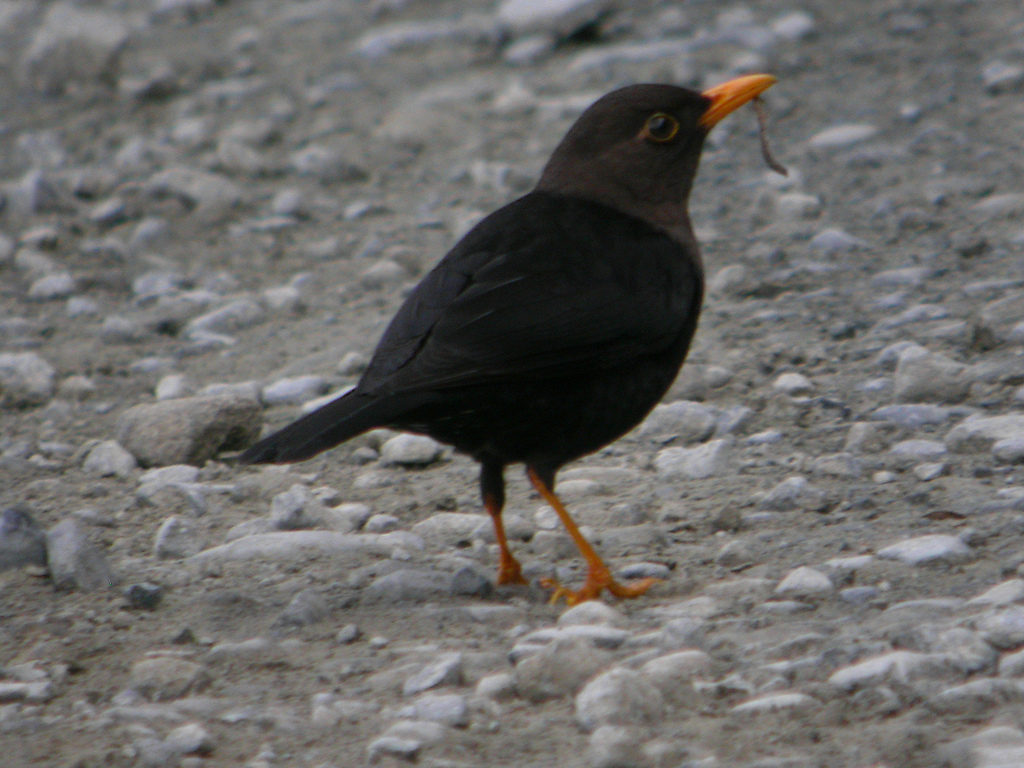
T. p. thomassoni
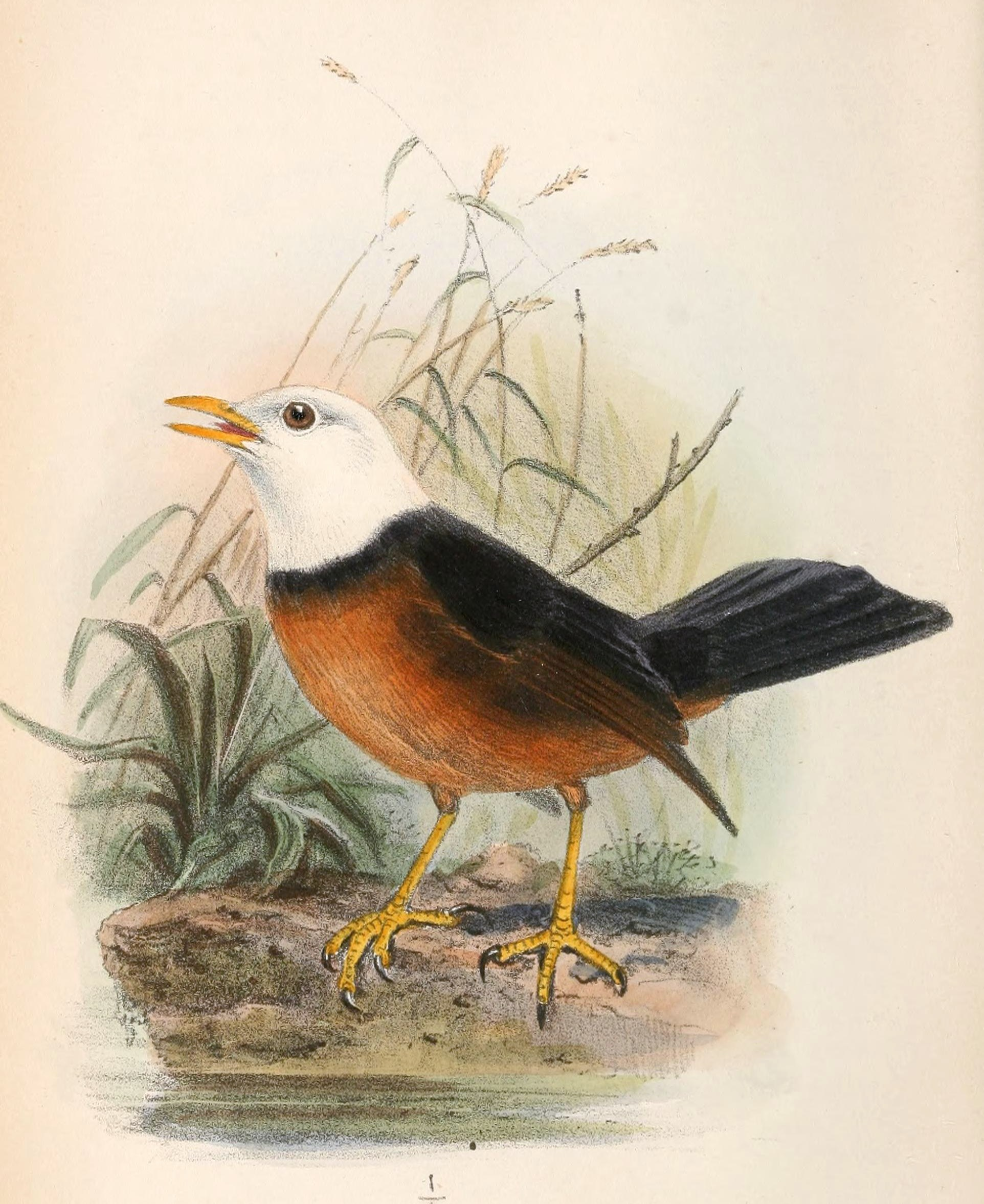
T. p. niveiceps
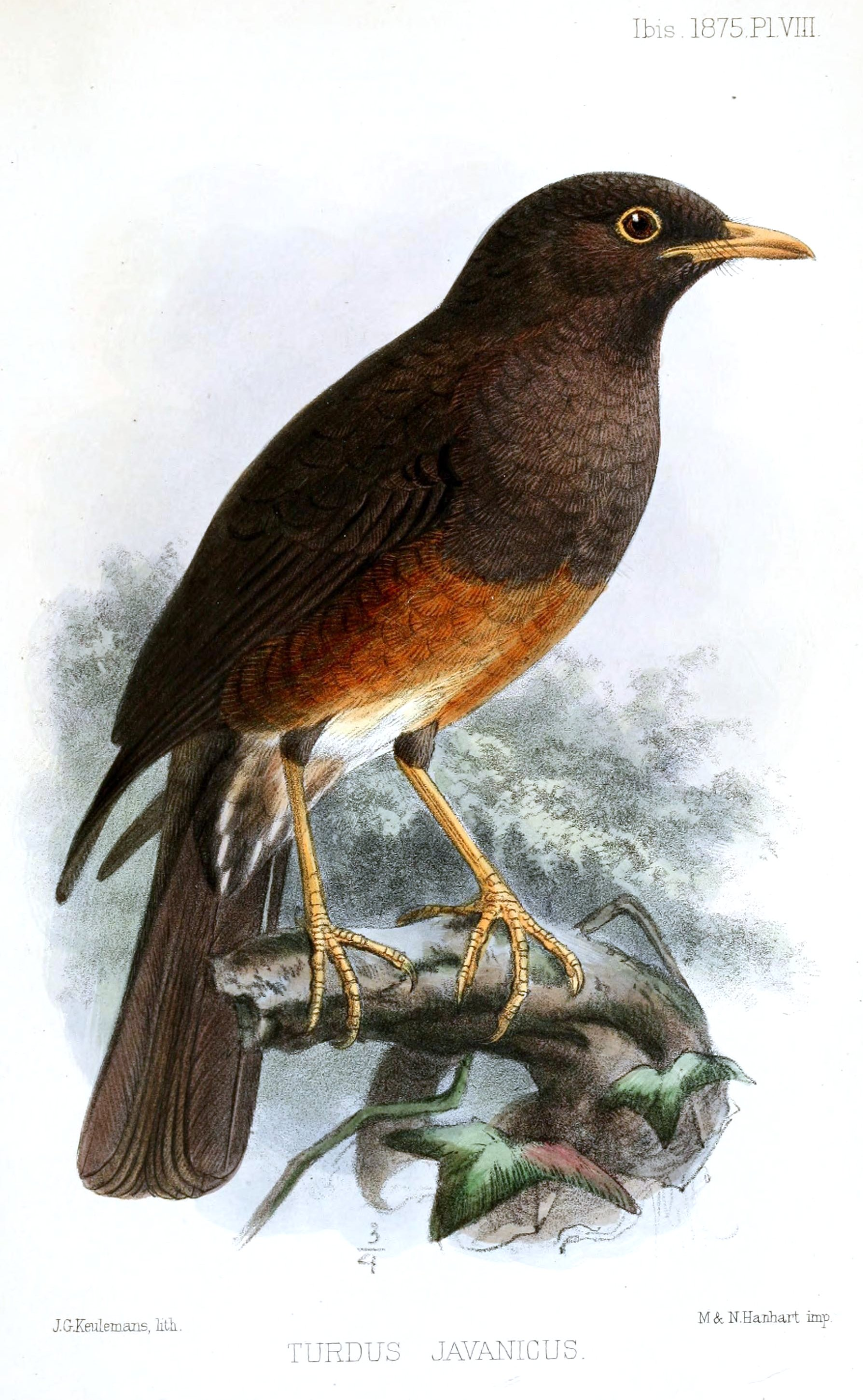
T. p. javanicus
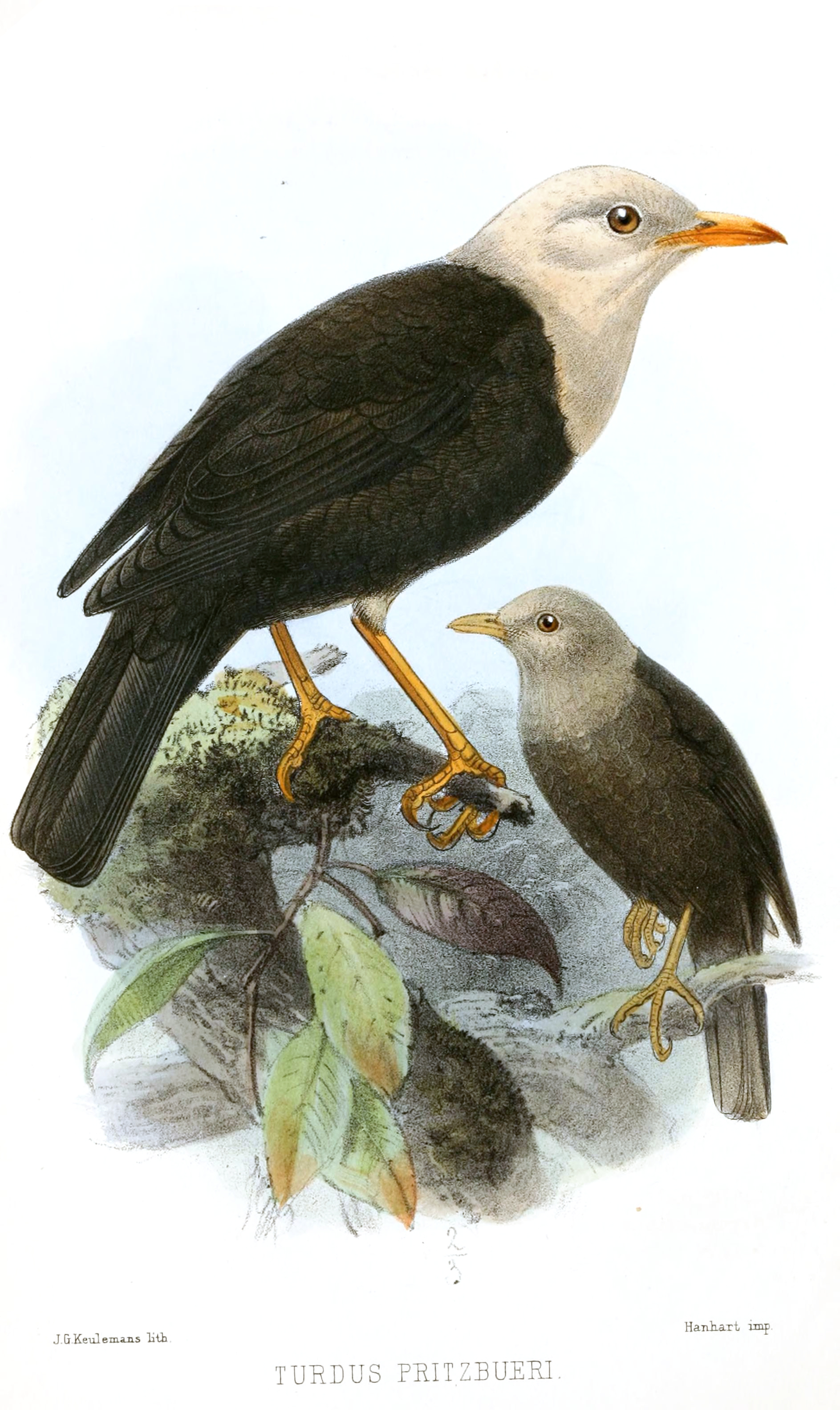
† T. p. pritzbueri
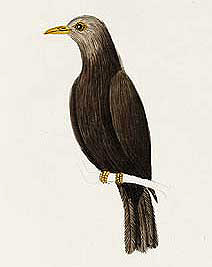
† T. p. poliocephalus
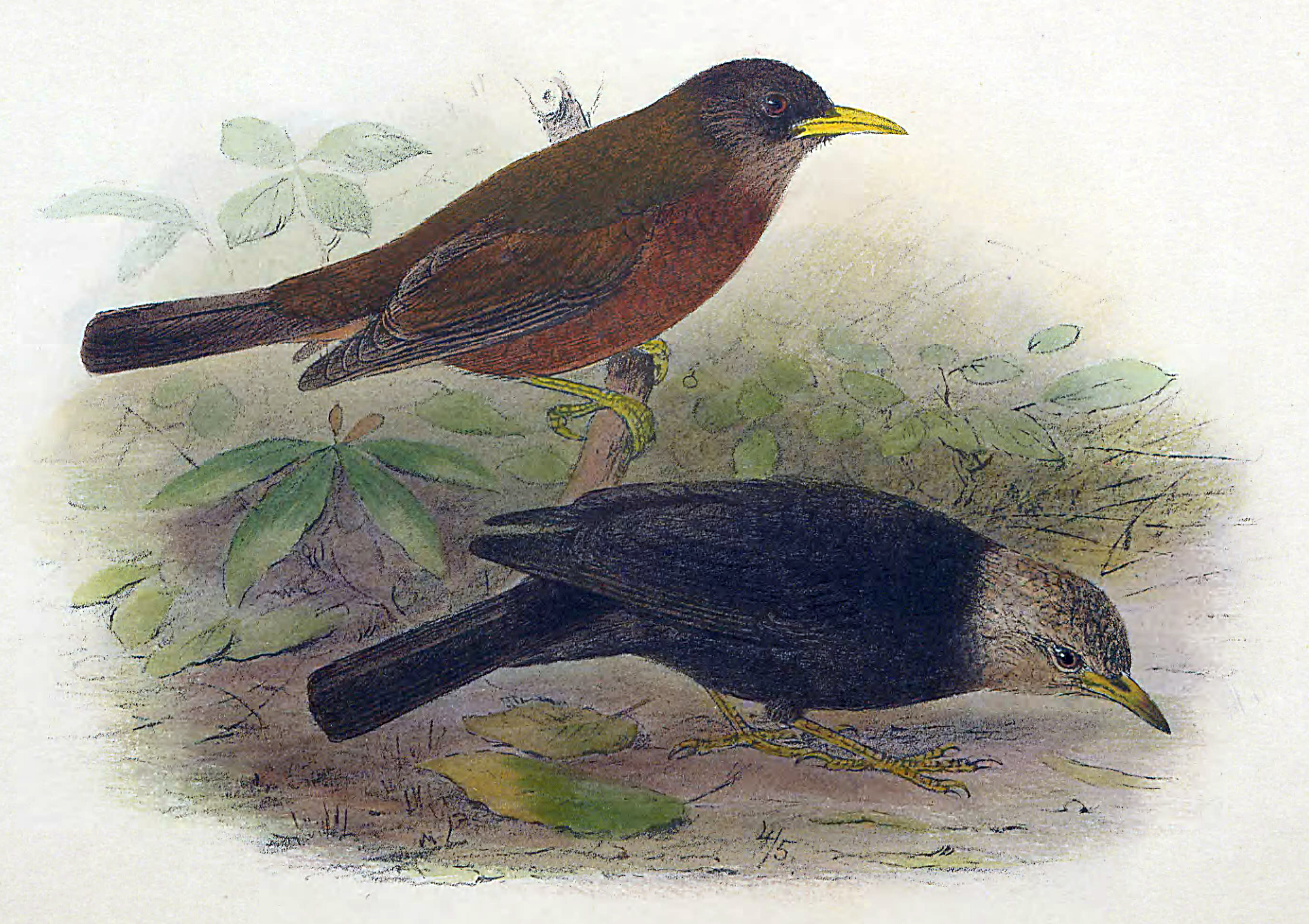
† T. p. vinitinctus

## Conservazione
Complessivamente il tordo isolano non è una specie minacciata e molte sottospecie sono localmente molto comuni. Tuttavia, alcune sottospecie sono in via di estinzione e T. p. erythropleurus è addirittura considerata «in pericolo critico». Questa sottospecie vive nell'isola di Natale ed è minacciata dalla formica pazza gialla, una specie aliena invasiva in grado di uccidere i nidiacei. Altre sottospecie hanno visto ridursi sempre più il loro areale, come T. p. samoensis delle Samoa e T. p. xanthopus della Nuova Caledonia, attualmente estinta a Grande Terre e ridotta a 100 esemplari che sopravvivono solo a Yandé e Neba.
Quattro sottospecie sono ormai estinte: T. p. vinitinctus dell'isola di Lord Howe, T. p. mareensis delle isole della Lealtà, T. p. pritzbueri delle isole di Tanna e Lifou e T. p. poliocephalus, la sottospecie nominale, dell'isola di Norfolk. T. p. poliocephalus era ancora relativamente comune fino al 1941, ma si è estinta nel 1975 a causa dell'introduzione dei ratti neri, della perdita dell'habitat e dell'ibridazione a seguito della colonizzazione dell'isola da parte del merlo europeo, suo parente stretto.